# بطولة العالم لسباقات فورمولا 1 موسم 1993
بطولة العالم لسباقات فورمولا 1 موسم 1993 عقدت في سنة 1993 م، وفاز بها ألن بروست (بالإنجليزية: Alain Prost)‏ من فريق ويليامز إف ون (بالإنجليزية: Williams)‏ بسيارته الرينو. ألن بروست الذي بدأ السباق في الخط رقم 13 حصل على أفضل توقيت في الجولة 6 من السباق في أسرع لفة له. هذا السائق في المجموع حصد 99 نقطة.

## الوصلات الخارجية
- الموقع الرسمي للفورمولا 1